# Задача на Йосиф Флавий
Задачата на Йосиф Флавий е популярен математически ребус-броеница с исторически подтекст.
В основата на задачата лежи една легенда за превземането на последната крепост на сикариите от римляните (Масада в Юдейската пустиня) с който акт се слага край на първата юдейско-римска война.

## Условието на задачата
Последният отряд от 41 сикарии защитава Галилейската крепост Масада. Сикариите не искат да се предадат на римския X Железен легион. Сикариите нямат изход в създалата се ситуация, освен да се самоубият и тъй като според юдаизма това е особено тежък трансцендентален грях, трябва да измислят начин по който да го избегнат. За целта Йосиф предложил да се наредят един до друг в кръг и всеки трети сикарий да бъде убиван от втория, стоящ до него. Йосиф твърди, че по божията воля станало така, че той и неговия приятел Яков останали последните двама живи, комуто се паднала честта да предадат крепостта и били пожалени от римляните, но малцина са склонни да му вярват.
Задачата на Йосиф Флавий се състои в това да се даде най-лесния начин да се открият двете позиции в кръга, които ще останат непокътнати, ако ни е известен броя на участниците в него – 41.